# El Recuenco
El Recuenco település Spanyolországban, Guadalajara tartományban. El Recuenco Villanueva de Alcorón, El Pozuelo, Alcantud, Vindel, Peralveche és Arbeteta községekkel határos. Lakosainak száma 64 fő (2024).

## Népesség
A település népessége az utóbbi években az alábbiak szerint változott:
| Lakosok száma | 114  | 92   | 84   | 79   | 89   | 73   | 73   | 58   | 62   | 64   |
|               | 2001 | 2004 | 2006 | 2009 | 2011 | 2014 | 2016 | 2019 | 2021 | 2024 |